# L'Economiste
L'Economiste é um jornal diário marroquino, fundado em 1998 através da Eco-Médias. Editado em língua francesa, é especializado em notícias sobre o mundo dos negócios e aspectos financeiros regionais e globais. Sediado na cidade de Casablanca, representou o país em uma premiação de jornalistas que reunia profissionais de toda a África em 2005.